# جيروم كارل
جيروم كارل (بالإنجليزية: Jerome Karle)‏ (18 يونيو 1918 - 6 يونيو 2013)، هو كيميائي أمريكي ولد في نيو يورك.
بدأ بالاهتمام بالكيمياء والفيزياء منذ الصغر. في سنة 1933 التحق بجامعة مدينة نيو يورك ثم درس علم الأحياء لمدة سنة في جامعة هارفرد التي تحصل منها على ماجستير سنة 1938. عمل بعد ذلك في قسم الصحو لولاية نيويورك. انضم بعد ذلك إلى قسم الكيمياء بجامعة ميشيغان وتحصل منها على الدكتوراة سنة 1944. عمل بين 1943 و1944 على مشروع مانهاتن بجامعة شيكاغو ثم عاد إلى جامعة ميشيغان. في سنة 1946 عاد إلى واشنطن وعمل في مختبر البحرية للأبحاث.

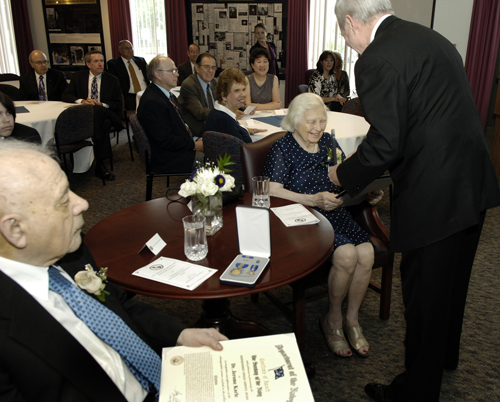
جيروم (في المقدمة اليسرى) وإيزابيلا كارل (جالسًا في المنتصف) في حفل التقاعد لعام 2009

تحصل على جائزة نوبل في الكيمياء لسنة 1985.

## روابط خارجية
- جيروم كارل على موقع الموسوعة البريطانية (الإنجليزية)
- جيروم كارل على موقع مونزينجر (الألمانية)
- جيروم كارل على موقع إن إن دي بي (الإنجليزية)